# Charles De Ketelaere
Charles De Ketelaere (* 10. März 2001 in Brügge) ist ein belgischer Fußballspieler. Der offensive Mittelfeldspieler steht in Diensten von Atalanta Bergamo und ist seit 2020 Nationalspieler von Belgien.

## Karriere

### Vereine

#### FC Brügge
Charles De Ketelaere entstammt der Nachwuchsabteilung des FC Brügge, wo er am 17. Juni 2019 seinen ersten professionellen Vertrag unterzeichnete. Für die erste Mannschaft debütierte er am 25. September 2019 beim 3:0-Auswärtssieg im Pokal gegen Francs Borains. Sein Ligadebüt bestritt er am 22. November 2019 (16. Spieltag) beim 2:0-Heimsieg gegen den KV Ostende, als er in der 76. Spielminute für Hans Vanaken eingewechselt wurde. In den nächsten Wochen etablierte er sich als Einwechselspieler und im Februar 2020 drang der offensive Mittelfeldspieler unter dem Cheftrainer Philippe Clement gar in die Startformation vor. Am 5. Februar 2020 erzielte der 18-Jährige im Rückspiel des Pokal-Halbfinales gegen den SV Zulte Waregem nach seiner Einwechslung das entscheidende Tor zum 2:1-Sieg und somit seinen ersten Treffer im Trikot der Blauw-Zwart. In der Saison 2019/20 bestritt er 13 Ligaspiele, in denen ihm ein Tor und eine Vorlage gelangen. Im April 2020 wurde sein Vertrag bis zum Ende der Saison 2022/23 verlängert. In der Saison 2020/21 wurde er bei 38 von 40 möglichen Ligaspielen eingesetzt, in denen er drei Tore schoss, sowie einem Pokal- und sieben Europapokal-Spielen.
In der Saison 2021/22 waren es 39 von 40 möglichen Ligaspielen, in den De Ketelaere 14 Tore schoss, sowie drei Pokalspiele mit vier Toren, sechs Spielen in der Champions League sowie das gewonnene Spiel um den Supercup.
Für die Jahre 2020 und 2021 wurde er bei der Wahl des Goldenen Schuhs zum „Nachwuchstalent des Jahres“ gewählt. Nach der Saison 2021/22 wurde er von Pro League zum Nachwuchsspieler der Saison gewählt.

#### AC Mailand
Zur Saison 2022/23 wurde Charles De Ketelaere vom italienischen Erstligisten AC Mailand verpflichtet und erhielt einen Vertrag mit einer Laufzeit bis Juni 2027. Sein Debüt für Milan absolvierte im August 2022 am 1. Spieltag der Serie A, als er beim 4:2-Heimsieg gegen Udinese Calcio in der 71. Spielminute für Brahim Díaz eingewechselt wurde. Nachdem er zu Beginn der Spielzeit noch regelmäßig in der Startelf gestanden hatte, wurden seine Einsatzzeiten im Laufe des Jahres immer geringer und in den entscheidenden Spielen im Viertelfinale und Halbfinale der Champions League kam er überhaupt nicht zum Einsatz. De Ketelaere absolvierte in seinem ersten Jahr bei Milan wettbewerbsübergreifend 40 Pflichtspiele, dabei stand er allerdings nur 13-mal in der Startelf und erzielte in diesen Spielen kein einziges Tor.

##### Leihe zu Atalanta Bergamo
Nachdem er in seinem ersten Jahr in Italien nicht überzeugen konnte, wechselte er für die Spielzeit 2023/24 per Leihe mit Kaufoption zu Atalanta Bergamo. Wenige Tage nach seinem Transfer spielte De Ketelaere am 1. Spieltag der Serie A gegen Sassuolo Calcio erstmals für Atalanta und erzielte dabei auch sein erstes Tor in der Serie A. Im Mai 2024 gewann er mit Atalanta durch einen 3:0-Finalsieg gegen Bayer 04 Leverkusen, das zuvor in 51 Saison-Pflichtspielen ungeschlagen geblieben war, die UEFA Europa League 2023/24. In seinem ersten Jahr in Bergamo absolvierte er insgesamt 50 Pflichtspiele und erzielte dabei 14 Tore. Mitte Juni 2024 wurde die Kaufoption von Atalanta gezogen und De Ketelaere wechselte fest nach Bergamo.

### Nationalmannschaft
Von März bis April 2017 bestritt Charles De Ketelaere vier Länderspiele für die belgische U16-Nationalmannschaft, in denen er ein Tor erzielte. Von Oktober 2017 bis April 2018 war er in vier Spielen für die U17 im Einsatz, in denen er zwei Mal traf.
De Ketelaere bestritt sein erstes A-Länderspiel gegen die Schweiz am 11. November 2020. Sein erstes Tor für die Nationalmannschaft erzielte er in der Endrunde der UEFA Nations League im Oktober 2021 bei der 2:1-Niederlage gegen Italien im Spiel um Platz 3. Im Jahr 2022 wurde De Ketelaere für die Weltmeisterschaft in Katar in den Kader der belgischen Nationalmannschaft einberufen. Er kam bei seiner ersten Weltmeisterschaft allerdings nur bei der 0:2-Niederlage gegen Marokko zum Einsatz und Belgien schied bereits in der Gruppenphase aus.
Nachdem er bereits 2020 und 2021 für die U21-Auswahl von Belgien gespielt hatte, wurde er für die U21-Europameisterschaft 2023 wieder in den Kader der Auswahlmannschaft einberufen. Nach zwei Unentschieden gegen die Niederlande und Georgien, sowie einer Niederlage gegen Portugal schied Belgien schon in der Gruppenphase aus dem Turnier aus. De Ketelaere stand dabei bei allen drei Spielen über die komplette Spielzeit auf dem Spielfeld.
In der Qualifikation für die EM 2024 wurde er in zwei der acht Spiele eingesetzt und qualifizierte sich mit den Roten Teufeln ungeschlagen für die EM-Endrunde, für die er am 28. Mai 2024 nominiert wurde.

## Titel und Auszeichnungen
International
- Europa-League-Sieger: 2024

Belgien
- Meister (3): 2020, 2021, 2022
- Supercupsieger: 2021, 2022

### Auszeichnungen
- Belgisches Nachwuchstalent des Jahres: 2020, 2021
- Nachwuchsspieler der Saison von Pro League: 2021/22